# Жук, Константин Витальевич
Константин Витальевич Жук (род. 15 июня 1981 года, Москва, СССР) — популярный российский шеф-повар, фотограф, телеведущий, автор кулинарных книг.

## Биография
Константин Жук родился 1981 году в Москве. Живет и работает в Сочи.
После окончания школы поступил в колледж, обучающий управлению отелем и рестораном. Уже на первом году обучения получил свою первую работу в ресторане "Jacks" в центре Москвы. После обучения Жук работает в столичных ресторанах "Лисья Нора", Шангри-ла", "Лукоморье" где совершенствует навыки классической французской, итальянской, британской, индейской, грузинской, американской, тайской, филиппинской, японской, китайской и Русской кухонь. Стажировался у шеф-поваров: Тьери Мона, Марка Ульриха, и Ричарда Кветона.
- Возглавлял кухни журналов «Школа Гастронома», «Коллекция Рецептов» и "Гастрономъ  в издательский доме «Вкусная жизнь».
- Автор многочисленных книг и статей по кулинарии»[1]
- Профессиональный фотограф специализирующийся на  фотографии еды, сотрудничает с журналами: «Men’s Health (Россия)»[2], «Домашний очаг»[3], Вкусно и Полезно »[4], «Лиза»[5]
- В 2017 году Константин переехал в город Сочи, где получил приглашение на должность шеф-повара в ресторане  «Макароны с Сыном»
- С 2018 года  Бренд-шеф Курорта "Имеретинский", в управлении два ресторана - "Босфор" и "Библиотека" , кафе "Хоум Бургер" и летнее бистро на берегу моря - "Шаверма Поинт".
- 20 декабря 2018 года, под руководством Константина, Панорамный ресторан «Библиотека» стал лучшим рестораном  при отеле в городе Сочи[6] по версии премии портала Night2Day.
- 8 июня 2019 года, Ресторан «Библиотека»[7], возглавляемый Константином, вновь одержал победу в ресторанной премии «Что Где Есть в Сочи», в номинации  «Лучший ресторан при отеле 4-5*». Конкурентами "Библиотеки", были рестораны таких отелей как: Hyatt, Marriott, Swissotel,  Rixos, «Родина», «Гранд отель Поляна»

## Ведущий и участник популярных телевизионных передач
- Ведущий кулинарной рубрики «Утренне Меню» на канале «НТВ»[8]
- Ведущий кулинарной программы «Повара и Поварята» на канале «НТВ»[9]
- Шеф-повар, ведущий кулинарной рубрики програмы «Врачи» на канале «ТВ Центр»[10]
- Шеф-повар, ведущий кулинарной рубрики програмы «Контрольная Закупка» на канале «ОРТ»[11]
- Участник кулинарного шоу «кулинарный поединок» на канале «НТВ»[12]
- Шеф-повар, соведущий программы «С добрым утром, малыши на канале «карусель»[13]
- «Министерство Кислых Щей» (YouTube канал)[14]
- «Любимые Рецепты» (YouTube канал)[15]

## Съёмки в рекламе
- В 2014 году Константин стал рекламным лицом майонеза Московский провансаль торговой марки «МЖК»[16].
- В 2017 году снялся в рекламе продукции компании «Петелинка»[17].

## Книги

### 2012
- Жук Константин. Вкусные бургеры. — М.: ЭКСМО, 2012. — 10 000 экз. — ISBN 978-5-699-68149-5.
- Жук Константин. Блюда из яблок. — М.: ЭКСМО, 2012. — 10 000 экз. — ISBN 978-5-699-74939-3.

### 2013
- Жук Константин. Рецепты здорового питания. — М.: ЭКСМО, 2013. — 10 000 экз. — ISBN 978-5-699-70053-0.
- Жук Константин. Готовим в пароварке. — М.: ЭКСМО, 2013. — 10 000 экз. — ISBN 978-5-699-71107-9.
- Жук Константин. Здоровые завтраки за 10 минут. — М.: ЭКСМО, 2013. — 10 000 экз. — ISBN 978-5-699-72915-9.
- Жук Константин. Чизкейки и творожники в мультиварке. — М.: ЭКСМО, 2013. — 10 000 экз. — ISBN 978-5-699-74099-4.

### 2014
- Жук Константин. Самые вкусные блюда новогоднего стола. — М.: ЭКСМО, 2014. — 10 000 экз. — ISBN 978-5-699-75151-8.
- Жук Константин. Студенческие рецепты для мультиварки. — М.: ЭКСМО, 2014. — 10 000 экз. — ISBN 978-5-699-74235-6.
- Жук Константин. Завтраки. — М.: ЭКСМО, 2014. — 10 000 экз. — ISBN 978-5-699-72287-7.
- Жук Константин. Вкусные завтраки в мультиварке. — М.: ЭКСМО, 2014. — 10 000 экз. — ISBN 978-5-699-82132-7.
- Н. Савикова, К. Жук, Л. Шаутидзе. Новогодняя выпечка. — М.: ЭКСМО, 2014. — 10 000 экз. — ISBN 978-5-699-75164-8.
- Нонна Савинова, Константин Жук. Супер-рецепты для самого веселого пикника (комплект из 4 книг). — М.: ЭКСМО, 2014. — 7000 экз. — ISBN 978-5-699-87771-3.
- Эксмо. 50 рецептов. Птица. — М.: ЭКСМО, 2014. — 7000 экз. — ISBN 978-5-699-82439-7.
- Ирина Михайлова, Александр Михайлов. Блюда для понижения уровня сахара. — М.: ЭКСМО, 2014. — 4000 экз. — ISBN 978-5-699-78539-1.
- Пьер Дюкан. Рецепты для мультиварки к диете Дюкан. — М.: ЭКСМО, 2014. — 160 с. — 70 000 экз. — ISBN 978-5-699-66321-7.

### 2015
- А. Братушева. 100 лучших рецептов для новогоднего меню. — М.: ЭКСМО, 2015. — 8000 экз. — ISBN 978-5-699-80175-6.
- А. Братушева. 100 лучших рецептов в мультиварке на каждый день. — М.: ЭКСМО, 2015. — 8000 экз. — ISBN 978-5-699-71996-9.
- А. Братушева. Постный стол. — М.: ЭКСМО, 2015. — 4000 экз. — ISBN 978-5-699-78290-1.
- А. Братушева. Пасхальный стол. — М.: ЭКСМО, 2015. — 4000 экз. — ISBN 978-5-699-78524-7.
- А. Братушева. 100 лучших рецептов быстрых завтраков. — М.: ЭКСМО, 2015. — 4000 экз. — ISBN 978-5-699-79236-8.
- Е. Левашев. 50 рецептов. Мясо. — М.: ЭКСМО, 2015. — 7000 экз. — ISBN 978-5-699-82443-4.
- Яна Юрышева. Волшебные кексы в микроволновке. — М.: ЭКСМО, 2015. — 10 000 экз. — ISBN 978-5-699-81080-2.
- А. В. Ковальков. Диета для гурманов. План питания от доктора Ковалькова. — М.: ЭКСМО, 2015. — 192 с. — 7000 экз. — ISBN 978-5-699-76131-9.

### 2016
- Нонна Савинова, Константин Жук. Еноты и обалденное мороженое. — М.: ЭКСМО, 2016. — 4000 экз. — ISBN 978-5-699-87791-1.
- Нонна Савинова, Константин Жук. Домашнее мороженое. Вкусно, как в Италии!. — М.: ЭКСМО, 2016. — 4000 экз. — ISBN 978-5-699-79696-0.
- Константин Жук, Яна Юрышева. Чудо-кексы в кружке. — М.: ЭКСМО, 2016. — 7000 экз. — ISBN 978-5-699-86758-5.
- Константин Жук, Яна Юрышева. Еноты и мгновенные кексы в микроволновке. — М.: ЭКСМО, 2016. — 7000 экз. — ISBN 978-5-699-86224-5.
- Анна Братушева. Еноты и чумовой завтрак. — М.: ЭКСМО, 2016. — 4000 экз. — ISBN 978-5-699-87438-5.

### 2017
- Константин Жук. Домашний сыр. — М.: ЭКСМО, 2016. — 100 с. — (Кулинарное открытие). — 10 000 экз. — ISBN 978-5-699-90999-5.
- Константин Жук. Домашний самогон. Лучшие авторские рецепты. — М.: ЭКСМО, 2016. — 112 с. — (Вина и напитки мира). — 10 000 экз. — ISBN 978-5-699-94690-7.

### 2021
- Константин Жук. Домашняя ферментация. — М.: ЭКСМО, 2021. — 96 с. — (Кулинарное открытие). — 3000 экз. — ISBN 978-5-04-113484-6.